# Heteroscyphus spiniferus
Heteroscyphus spiniferus là một loài Rêu trong họ Geocalycaceae. Loài này được C. Gao, T. Cao & Y.H. Wu mô tả khoa học đầu tiên năm 2004.